# Distretto di Trincomalee
Il distretto di Trincomalee è un distretto dello Sri Lanka, situato nella provincia Orientale e che ha come capoluogo Trincomalee.